# Campeonato Africano de Atletismo de 2024 - 3000 m com obstáculos feminino
A prova dos 3000 metros com obstáculos feminino do Campeonato Africano de Atletismo de 2024 foi disputada no dia 26 de junho, no Estádio de Japoma, em Duala, nos Camarões.

## Recordes
Antes desta competição, os recordes mundiais e do campeonato nesta prova eram os seguintes:
|                       | Nome               | Nacionalidade | Tempo     | Local  | Data                |
| --------------------- | ------------------ | ------------- | --------- | ------ | ------------------- |
| Recorde mundial       | Beatrice Chepkoech | Quênia        | 8m 44s 32 | Mónaco | 20 de julho de 2018 |
| Recorde do campeonato | Beatrice Chepkoech | Quênia        | 8m 59s 88 | Asaba  | 5 de agosto de 2018 |
| Recorde africano      | Beatrice Chepkoech | Quênia        | 8m 44s 32 | Mónaco | 20 de julho de 2018 |

## Medalhistas
| Ouro                  | Prata              | Bronze            |
| Loice Chekwemoi (UGA) | Alemnat Wale (ETH) | Leah Jeruto (KEN) |

## Cronograma
Todos os horários são locais (UTC+1).
| Data        | Hora  | Evento |
| ----------- | ----- | ------ |
| 26 de junho | 16:15 | Final  |

## Resultado final
A final ocorreu dia 26 de junho às 16:15.
| Posição           | Atleta               | Nacionalidade | Tempo    | Notas |
| ----------------- | -------------------- | ------------- | -------- | ----- |
| Medalha de ouro   | Loice Chekwemoi      | Uganda        | 9:24.47  |       |
| Medalha de prata  | Alemnat Wale         | Etiópia       | 9:35.19  |       |
| Medalha de bronze | Leah Jeruto          | Quênia        | 9:36.33  |       |
| 4                 | Mesret Yeshanew      | Etiópia       | 9:40.65  |       |
| 5                 | Ikram Ouaaziz        | Marrocos      | 9:48.05  |       |
| 6                 | Mercy Wanjiru Gitahi | Quênia        | 9:52.75  |       |
| 7                 | Wosane Asefa         | Etiópia       | 10:04.65 |       |

Legenda
| Recorde mundial       | Recorde mundial (World record)               |                       | Recorde africano                      | Recorde africano (African) |                                           | Q | Classificado por posição (Qualified) |
| Recorde do campeonato | Recorde do campeonato (Championship record)  | Recorde da América    | Recorde da América (Americas)         | q                          | Classificado por melhor tempo (Qualified) |   |                                      |
| Melhor marca do ano   | Melhor marca do ano (World leading)          | Recorde asiático      | Recorde asiático (Asian)              | DNS                        | Não largou (Did not start)                |   |                                      |
| Recorde nacional      | Recorde nacional (National record)           | Recorde europeu       | Recorde europeu (European)            | DNF                        | Não terminou (Did not finish)             |   |                                      |
| Recorde pessoal       | Recorde pessoal do atleta (Personal best)    | Recorde da Oceania    | Recorde da Oceania (Oceania)          | DSQ / DQ                   | Desclassificado (Disqualified)            |   |                                      |
| Recorde da temporada  | Recorde da temporada do atleta (Season best) | Recorde sul-americano | Recorde sul-americano (South America) | NM                         | Sem marca (No mark)                       |   |                                      |